# Chi Niễng
Zizania là một chi thực vật có hoa trong họ Hòa thảo (Poaceae).

## Loài
Chi Zizania gồm các loài:
- Zizania aquatica
  - Zizania aquatica var. angustifolia
  - Zizania aquatica var. brevis
  - Zizania aquatica var. interior
  - Zizania aquatica var. subbrevis
  - Zizania aquatica subsp. angustifolia
  - Zizania aquatica subsp. brevis
- Zizania aristata
- Zizania bonariensis
- Zizania caduciflora
- Zizania ciliata
- Zizania clavulosa
- Zizania dahurica
- Zizania effusa
- Zizania fluitans
- Zizania interior
- Zizania latifolia: Niễng
- Zizania lenticularis
- Zizania liliacea
- Zizania mezii
- Zizania microstachya
- Zizania mutica
- Zizania natans
- Zizania nutans
- Zizania palustris
  - Zizania palustris subsp. interior
  - Zizania palustris f. purpurea
- Zizania retzii
- Zizania subtilis
- Zizania terrestris
- Zizania texana